# Надін Фендріх
Надін Фендріх (нім. Nadine Fähndrich) — швейцарська лижниця, срібна призерка чемпіонату світу.
Срібну медаль чемпіонату світу вона виборола в командному спринті на світовій першості 2021 року в німецькому Оберстдорфі , де її партнеркою була Лаурін ван дер Графф.